# Abijatasjön
Abijatasjön är en saltvattensjö i den etiopiska delen av Östafrikanska gravsänkesystemet. Sjön ligger i dag, liksom den näraliggande och betydligt djupare Shalasjön, i Abijata Shala Lake National Park. Öster om Abijatasjön ligger på kort avstånd också Langanosjön.
Abijatasjön var tidigare fiskrik och täckte en yta på 19 600 hektar, men exploatering av såväl sjön som tillflöden gjorde att sjön mot slutet av 1900-talet kraftigt förminskades och att fisklivet nästan helt dog ut. Sjöns kiselalger lockar stora flockar flamingo, särskilt mindre flamingo.